# Greg Yaitanes
Greg Yaitanes, född 1970, är en amerikansk TV-regissör och investerare. Han är född i USA, men hans föräldrar kommer från Grekland.
Som regissör har han bland annat fått en Primetime Emmy Award för ett avsnitt av teveserien House 2008. Som investerare i Silicon Valley var han bland annat tidigt involverad i bolaget Twitter.

## Filmografi (i urval)
- 2004–2009 – Lost (TV-serie)
- 2005–2006 – Bones (TV-serie)
- 2005–2011 – House (TV-serie)
- 2017 – Manhunt: Unabomber (TV-serie)
- 2022 – House of the Dragon (TV-serie)